# Швайківська сільська рада (Чортківський район)
Шва́йківська сільська́ ра́да — колишня адміністративно-територіальна одиниця та орган місцевого самоврядування в Чортківському районі Тернопільської області. Адміністративний центр — с. Швайківці.

## Загальні відомості
- Територія ради: 8,068 км²
- Населення ради: 207 осіб (станом на 2001 рік)
- Територією ради протікає річка Нічлава

## Населені пункти
Сільській раді підпорядковані населені пункти:
- с. Швайківці

## Історія
Перша сільська рада в Швайківцях утворена у вересні 1939 року.
У березні 1944 року сільська рада відновлена.
25 серпня 1954 року приєднана до Шманьківської сільської ради.
У 1962 році приєднана до Горішньовигнанської сільської ради.
16 липня 1992 року згідно зборів мешканців села, які вирішили від'єднатися від Горішньовигнанської сільської ради та відновити діяльність Швайківської сільської ради.
27 листопада 2020 року увійшла до складу Заводської селищної громади.

## Географія
Швайківська сільська рада межувала з Пробіжнянською, Шманьківською, Пастушівською сільськими радами — Чортківського району, Гадинківською сільською радою — Гусятинського району.

## Склад ради
Рада складалася з 12 депутатів та голови.

### Голови ради
| Прізвище, ім'я, по батькові  | Основні відомості                                         | Дата обрання | Дата звільнення |
| ---------------------------- | --------------------------------------------------------- | ------------ | --------------- |
| Антохів Микола Станіславович | Сільський голова, 1966 р. нар., освіта вища, безпартійний | 1993         | 1994            |
| Антохів Микола Станіславович | Сільський голова, 1966 р. нар., освіта вища, безпартійний | 1994         | 1998            |
| Антохів Микола Станіславович | Сільський голова, 1966 р. нар., освіта вища, безпартійний | 1998         | 2002            |
| Антохів Микола Станіславович | Сільський голова, 1966 р. нар., освіта вища, безпартійний | 2002         | 2006            |
| Антохів Микола Станіславович | Сільський голова, 1966 р. нар., освіта вища, безпартійний | 26.03.2006   | 31.10.2010      |
| Антохів Микола Станіславович | Сільський голова, 1966 р. нар., освіта вища, безпартійний | 31.10.2010   | 25.10.2015      |
| Антохів Микола Станіславович | Сільський голова, 1966 р. нар., освіта вища, безпартійний | 25.10.2015   | 27.11.2020      |

### Секретарі ради
| Прізвище, ім'я, по батькові | Основні відомості | Дата обрання | Дата звільнення |
| --------------------------- | ----------------- | ------------ | --------------- |
| Козак Леся Климівна         | Секретар ради     | 1992         | 1994            |
| Козак Леся Климівна         | Секретар ради     | 1994         | 1998            |
| Козак Леся Климівна         | Секретар ради     | 1998         | 2002            |
| Козак Леся Климівна         | Секретар ради     | 2002         | 2006            |
| Козак Леся Климівна         | Секретар ради     | 2006         | 2010            |
| Канюка Марія Володимирівна  | Секретар ради     | 2010         | 2015            |
| Матвієшин Іванна Тарасівна  | Секретар ради     | 2015         | 2020            |

### Депутати

#### VI скликання
За результатами місцевих виборів 2015 року депутатами ради стали:
1. Мудра Уляна Павлівна
2. Козак Леся Климівна
3. Канюка Марія Володимирівна
4. Канюка Арсен Олександрович
5. Ковальчук Надія Станіславівна
6. Лисиця Віктор Станіславович
7. Антохів Марія Володимирівна
8. Матвієшин Іванна Тарасівна
9. Гапин Іванна Василівна
10. Марчишин Зоряна Іванівна
11. Сорока Богданна Василівна
12. Мудрий Андрій Іванович

#### V скликання
За результатами місцевих виборів 2010 року депутатами ради стали:
1. Мудра Уляна Павлівна
2. Гасій Микола Антонович
3. Канюка Марія Володимирівна
4. Лисиця Станіслав Степанович
5. Лисиця Галина Миколаївна
6. Антохів Марія Володимирівна
7. Матвієшин Іванна Тарасівна
8. Маєвський Олег Іванович
9. Хабенюк Ганна Василівна
10. Корнят Марія Романівна
11. Козак Леся Климівна
12. Мудрий Андрій Іванович

#### IV скликання
За результатами місцевих виборів 2002 року депутатами ради стали:
1. Середа Світлана Михайлівна
2. Шлапак Ярослав Михайлович
3. Гасій Ганна Петрівна
4. Задорожна Олександра Петрівна
5. Лисиця Станіслав Степанович
6. Лисиця Галина Миколаївна
7. Костів Павло Франкович
8. Хабенюк Ганна Василівна
9. Зілінська Олена Іванівна
10. Антохів Марія Володимирівна
11. Пилипів Любов Іванівна
12. Папінка Роман Євстахович
13. Стасів Володимир Ярославович
14. Козак Леся Климівна
15. Мудра Уляна Павлівна

#### III скликання
За результатами місцевих виборів 1998 року депутатами ради стали:
1. Пилипів Василь Іванович
2. Шлапак Галина Ярославівна
3. Гасій Ганна Петрівна
4. Козак Леся Климівна
5. Канюка Світлана Іванівна
6. Лисиця Станіслав Степанович
7. Костів Павло Франкович
8. Хабенюк Ганна Василівна
9. Антохівв Марія Володимирівна
10. Зілінський Володимир Антонович
11. Пилипів Любов Іванівна
12. Задорожна Олександра Петрівна
13. Стасів Володимир Ярославович
14. Кулик Марія Михайлівна
15. Папінка Роман Євстахович

#### II скликання
За результатами місцевих виборів 1994 року депутатами ради стали:
1. Василів Павло Йосипович
2. Гасій Ганна Петрівна
3. Козак Леся Климівна
4. Мудрий Іван Теодорович
5. Костів Павло Франкович
6. Хабенюк Ганна Василівна
7. Пилипів Любов Іванівна
8. Пилипів Василь Іванович
9. Задорожна Олександра Петрівна
10. Гасій Микола Петрович

#### I скликання
За результатами місцевих виборів 1990 року депутатами ради стали:
1. Антохів Микола Станіславович
2. Боднарук Тарас Володимирович
3. Бомбар Ганна Володимирівна
4. Гасій Микола Антонович
5. Зілінський Володимир Антонович
6. Іванців Казимира Євгенівна
7. Козак Леся Климівна
8. Костів Павло Франкович
9. Лахман Іван Степанович
10. Лисиця Галина Миколаївна
11. Макогоник Ярослав Михайлович
12. Пилипів Василь Іванович
13. Середа Світлана Михайлівна
14. Стасів Володимир Ярославович
15. Фартушинська Марія Каролівна